# Ob-La-Di, Ob-La-Da
Pistes de The Beatles
Glass Onion Wild Honey Pie
Ob-La-Di, Ob-La-Da est une chanson des Beatles, écrite par Paul McCartney (créditée Lennon/McCartney), parue en novembre 1968 sur l'album The Beatles. « Ob-La-Di Ob-La-Da » signifie « la vie continue » en yoruba. McCartney l'a écrite au début de l'année 1968, lors du séjour des Beatles en Inde.

## Historique

### Genèse
Le titre Ob-La-Di Ob-La-Da provient d'un des clubs que fréquentaient les Beatles, où quelqu'un n'arrêtait pas de dire « Ob-La-Di Ob-La-Da Life goes on » (« La vie continue » en yoruba). La personne en question, Jimmy Scott, joueur de congas nigérian, est un ami du groupe avec qui ils discutent fréquemment. Par la suite, au vu du succès de la chanson, Jimmy Scott réclame des droits sur la chanson, ce qui lui est refusé par Paul McCartney qui avance qu'il s'agit d'une simple expression, et qu'il n'a en rien participé à l'écriture des paroles. D'après le biographe Steve Turner (en), dans son ouvrage A Hard Day's Write, Scott se retrouve, en 1969, dans un embarras financier et se tourne vers McCartney afin de l'aider. McCartney accepte de rembourser sa dette à la condition qu'il abandonne sa poursuite.
John Lennon n'exclut pas d'avoir participé à l'écriture, même s'il n'a jamais caché son aversion pour cette chanson. Pour sa part George Harrison, dans sa chanson Savoy Truffle sur le même album, propose les vers « You know that what you eat you are / But what is sweet now turns so sour / We all know Ob-La-Di-Bla-Da / But can you show me where you are? » (« Tu sais que tu es ce que tu manges / Mais ce qui est sucré maintenant devient si aigre / Nous connaissons tous Ob-La-Di-Bla-Da / Mais peux-tu me montrer où tu es ? »). Cette chanson est une taquinerie à son ami Eric Clapton et son insatiable désir de sucreries, mais certains y voit dans les paroles citées une pointe dirigée vers McCartney.

### Enregistrement
Pendant le mois de mai 1968, les Beatles se réunissent chez George Harrison, dans sa maison du Surrey, afin d'enregistrer des démos pour leur prochain projet. Ob-La-Di, Ob-La-Da est ainsi l'une des vingt-sept démos enregistrées là. Paul McCartney y chante et joue en solo, seulement accompagné de sa guitare acoustique. Il double aussi sa voix, créant un effet d'écho en raison d'une mauvaise synchronisation de la prise de son. 
D'après l'ingénieur du son Geoff Emerick, John Lennon déteste ouvertement la chanson, la surnommant « la merde pour grands-mères de Paul ». Lennon quitte même le studio d'enregistrement en pleine séance, après plusieurs jours et des dizaines de prises de la chanson passés à essayer différents tempos et styles. Il revient plus tard, sous influence de la marijuana, et se met directement au piano où il joue les premiers accords beaucoup plus fort et plus vite que précédemment. Il annonce que c'est comme ça que la chanson doit être jouée, et c'est bien cette version-là qui est retenue.
Lorsqu'il chante ses parties vocales, en particulier celles du dernier couplet de la chanson, Paul McCartney commet une erreur et dit « Desmond stays at home and does his pretty face » (« Desmond reste à la maison pour se faire beau »), à la place de Molly. Cette erreur est pourtant conservée parce que les autres Beatles l'apprécient. Par ailleurs, George Harrison et John Lennon crient « arm » (bras) et « leg » (jambe) pendant un break de la chanson, entre les parties « ... Desmond lets the children lend a hand » et « Molly stays at home... ».

### Parution et reprises
Ob-La-Di Ob-La-Da paraît le 22 novembre 1968 sur le double album The Beatles, plus communément surnommé l'« Album blanc », sur le label Apple Records. Elle est placée sur la première face de l'opus, entre Glass Onion et Wild Honey Pie. L'album se place en tête des charts et connaît un grand succès. Daniel Ichbiah considère que c'est le morceau le plus commercial de l'album, et que McCartney a tenté de le publier en single avant de se heurter à un refus de Lennon. Le titre est toutefois publié en single au Japon, en Australie, en Autriche, en Suisse et en France, où il s'est vendu à 550 000 exemplaires, devenant le plus grand succès d'un single du groupe sur le territoire français. Une autre version a été publiée sur le disque Anthology 3 en 1996. 
La chanson est notamment reprise par le groupe Marmalade (numéro 1 au Royaume-Uni en 1969), The Heptones en version reggae, par The Offspring dans Why Don't You Get a Job?, et Celia Cruz, la diva de la salsa sur l'album Tropical Tribute to the Beatles en 1996. Youssou N'Dour et Jimmy Cliff ont également repris la chanson. Au Québec, en 1969, Patrick Zabé reprit cette chanson sous le même titre en français. On compte une quarantaine de reprises au total.
Les mots « Obladi Oblada » sont repris par les Inconnus dans le sketch Thierry la France, où les Anglais ne s'expriment qu'en citant les Beatles. Un personnage d'Astérix chez les Pictes emploie aussi cette expression.

## Fiche technique

### Interprètes
- Paul McCartney : chant, guitare basse, guitare basse acoustique, claquements de mains
- John Lennon : piano, chœurs, claquements de mains
- George Harrison : guitare acoustique, chœurs, claquements de mains
- Ringo Starr : batterie, bongos, percussions, claquements de mains

### Équipe de production
- George Martin : producteur